# Lou Sagastume
Luis „Lou“ Sagastume (* 24. September 1944 in Guatemala) ist ein ehemaliger guatemaltekisch-US-amerikanischer Fußballspieler auf der Position eines Mittelfeld- und Abwehrspielers. Noch während seiner Studienzeit, also Mitte der 1960er Jahre, begann er seine Laufbahn als Fußballtrainer, in der er heute noch immer aktiv ist. Er gilt als der „Vater“ des Herrenfußballprogramms an der United States Air Force Academy und war dort von 1979 bis 2006 in 28 Spielzeiten als Trainer tätig.

## Spielerkarriere
Der im zentralamerikanischen Staat Guatemala geborene und in Nordkalifornien aufgewachsene Sagastume spielte unter anderem bereits während seiner Zeit an der Abraham Lincoln High School in San Francisco Fußball. Nachdem er im Jahr 1964 von der High School abging, schloss er sich der lokalen University of San Francisco an und war in der Herrenfußballmannschaft der Universitätssportabteilung San Francisco Dons aktiv. Während seiner Zeit an der University of San Francisco war er zumeist als Mittelfeldspieler im Einsatz und führte seine Mannschaft in seinem Junior- und Senior-Jahr als Mannschaftskapitän an. Weiters war er drei Mal in einem Far-Western-Conference-Championship-Team und war Teil der Mannschaft, als diese in seinem Junior-Jahr 1966 die NCAA Men’s Soccer Championship 1966 gewann. In diesem Jahr wurde er aufgrund seiner erbrachten Leistungen – zusammen mit seinem Stürmerkollegen Eduardo Rangel – auch ins All-American-Second-Team gewählt. Nach dem Erhalt seines Bachelors schaffte Sagastume, der während seiner Studienzeit unter seinem Trainer Steve Negoesco mit einer Vielzahl späterer Profispieler zusammenspielte, den Sprung in die höchste nordamerikanische Fußballliga, die North American Soccer League (NASL).
Als Wunschkandidat der Oakland Clippers, die nach der Teilnahme an der nur einjährigen National Professional Soccer League (NPSL) an der eben erst gegründeten North American Soccer League teilnahmen, war er bei diesen bis einschließlich 1969 aktiv. Das Spieljahr 1968 noch in der NASL und mit einem zweiten Platz in der Pacific Division der Western Conference, spielten die Oakland Clippers zwischen September 1968 und Juni 1969 als California Clippers in einer von der NASL unabhängigen Spielphase gegen diverse Mannschaften aus dem Ausland und nahmen bis zur Rekonstitution der NASL nicht an deren offiziellen Spielbetrieb teil. Dennoch blieb Sagastume im Kader des Franchises und bestritt als Teil dieses die besagten Freundschaftsspiele gegen die Auslandsmannschaften. Nachdem im Jahre 1969 beinahe das exakt selbe Team wie 1968 zum Einsatz kam und man sich entschieden hatte die Zeit finanziell besser zu überstehen, wenn man nur in Freundschaftsspielen antritt, ging dieser Plan nicht auf und das Franchise musste aus finanziellen Gründen seinen Spielbetrieb mit 4. Juni 1969 komplett einstellen und löste sich dementsprechend auf.
Nachdem er bereits während seiner Studienzeit als Trainer tätig war, trainierte er im Jahre 1975 mit dem NASL-Franchise San Antonio Thunder seine erste Profimannschaft. Während des Spieljahres 1975 setzte er sich dabei auch selbst in neun Meisterschaftsspielen ein und kam somit selbst zu seinem Spielerdebüt in der NASL. Mit der Mannschaft erreichte er in der in vier verschiedene Divisions aufgeteilten Liga nur den letzten Platz in der Central Division, wobei das Team die wenigsten Punkte aller 20 Mannschaften in diesem NASL-Spieljahr verzeichnete. Im Jahr darauf setzte der Besitzer Herman Warden Lay junior bereits einen neuen Trainer ein und Sagastume musste das Franchise verlassen. Danach kam er in keinen weiteren Profispielen mehr zum Einsatz und konzentrierte sich ausnahmslos auf seine Laufbahn als Fußballtrainer.

## Trainerkarriere
Seine Trainerkarriere begann Sagastume noch während seiner Studienzeit an der University of San Francisco, wobei er bereits ab 1964 als Trainer an der privaten St. Ignatius College Preparatory zum Einsatz kam. In weiterer Folge leitete er die Geschicke der dortigen Herrenfußballmannschaft bis ins Jahr 1974 und war parallel dazu auch als Co-Trainer seines ehemaligen Ausbildners, Steve Negoesco, von 1967 bis 1968 an seiner alten Ausbildungsstätte, der University of San Francisco, aktiv. Dabei war er ab 1967 Trainer des Junior-Varsity-Fußballteams und kam in den beiden Spielzeiten auf eine Bilanz von 30 Siegen, denen nur zwei Niederlagen gegenüber standen. Nach dem Ende seiner Zeit an der St. Ignatius College Preparatory kam er im Jahre 1974 als Assistenztrainer an die California State University, Chico. Dort war er bis einschließlich 1976 und Co-Trainer tätig und machte während dieser Zeit auch seinen Master of Physical Education, also den Master in Bewegungserziehung. Mit den Chico State Wildcats brachte es dabei in seinen zwei Jahren auf eine Bilanz von 29 Siegen und drei Niederlagen. Danach war er am Wiederaufbau des Fußballprogramms an der St. Ignatius College Preparatory beteiligt und war von 1977 bis 1978 erneut Trainer der Herrenmannschaft. An der Schule kam er im Laufe seiner dortigen Karrieren in den 1960ern und 1970ern zu drei Meistertiteln in der West Catholic Athletic League, sowie zu vier zweiten Plätzen. Im Anschluss war Sagastume von 1978 bis 1979 Cheftrainer an der San Francisco State University und brachte es mit den San Francisco State Gators auf eine Bilanz von 21 Siegen, acht Niederlagen und keinem Remis. Im Jahre 1978 wurde er zum Far-Western-Conference-Coach-of-the-Year gewählt, nachdem er die SFSU zum zweiten Startplatz in den NCAA Division II Regionals in Folge geführt hatte. Des Weiteren gewann die Mannschaft die Meisterschaft der Far Western Conference des Jahres 1978.
Nach einigen Trainerwechseln in den vorangegangenen Jahren übernahm Lou Sagastume das Traineramt bei der Herrenfußballmannschaft der Air Force Falcons, der Universitätssportabteilung der United States Air Force Academy in Colorado Springs. In weiterer Folge wurde er zu dem am längsten tätigen Fußballtrainer der Sportabteilung, wobei er dieses Amt bis einschließlich des Spieljahres 2006 in 28 Spielzeiten ausübte. Während dieser Zeit zwischen 1979 und 2006 wurden drei seiner trainierten Spieler ins All-American-First-Team gewählt; weiters konnte seine Schützlinge im Laufe der Jahre 26 All-Region-Ehrungen und 63 All-Conference-Anerkennungen entgegennehmen. Sagastume selbst wurde im Laufe der Jahre zwei Mal zum Midwest Region (Division I) Coach of the Year gewählt, sowie zum Coach of the Year der Mountain Pacific Sports Federation (MPSF), der Rocky Mountain Intercollegiate Soccer League (RMISL) und der Far Western Conference. Während seiner Zeit als Trainer wechselte das Team mehrmals den Verband innerhalb der National Collegiate Athletic Association. Dabei spielte die Mannschaft bis 1991 in der Rocky Mountain Intercollegiate Soccer League, von 1992 bis 1995 in der Mountain Pacific Sports Federation, von 1996 bis 1996 in der Western Athletic Conference und ab 1997 wieder in der Mountain Pacific Sports Federation. Mit den Falcons war er zum Zeitpunkt seines Abganges an 14 der 16 Siegsaisons mit zweistelliger Anzahl an Siegen (engl. double-digit win seasons) in der Geschichte der Academy beteiligt. Weiters erreichten die Falcons unter seiner Führung bis 2006 neun der bis zu diesem Zeitpunkt 23 Conference-Meisterschaften, sowie vier Teilnahmen an den bis zu diesem Zeitpunkt zehn NCAA-Tournament-Auftritten in der Geschichte des Fußballprogramms an der Air Force Academy.
Als eines der erfolgreichsten Jahre ging das Jahr 1993 in die Geschichte ein, als er mit seiner Mannschaft auf eine Bilanz von 15 Siegen, fünf Niederlagen und einem Unentschieden kam und er selbst am Ende des Jahres unter anderem zum MPSF-Coach-of-the-Year gewählt wurde. In dem Jahr, das als das beste in der Geschichte der Falcons gilt, gewann die Mannschaft die Mountain Division der MPSF und schaffte den Einzug ins Turnier der besten acht Mannschaften der NCAA des Spieljahres 1993. Davor hatte die Mannschaft in der NCAA Division I Men’s Soccer Championship 1993 bereits das Team der Creighton University in Runde 1 und die Mannschaft der University of North Carolina at Chapel Hill in der zweiten Runde ausgeschaltet und unterlag in der dritten Runde der finalen Acht deutlich mit 0:6 der Mannschaft der University of South Carolina, die erst im Finale gegen die Virginia Cavaliers ausschied. Die Erstrundenpartie gegen Creighton, die in vier Verlängerungsabschnitten mit einem Stand von 2:1 zugunsten der Air Force Academy endete, ging als eine der umstrittensten Spiele in der NCAA Division I in die Geschichte ein, da das Spiel weiter unter dem Gefrierpunkt und während eines heftigen Schneesturms stattfand. Auch im Jahre 1996 wurde er zum Trainer des Jahres gewählt, in diesem Fall zum Midwest-Region-Coach-of-the-Year, als er mit der Mannschaft auf eine Bilanz von 14 Siegen, drei Niederlagen und ebenso vielen Unentschieden kam und im nationalen Ranking auf dem dritten Platz der gesamten Vereinigten Staaten war. Dabei schaffte die Mannschaft auch eine Teilnahme am Spiel um die erstmals ausgetragenen WAC Championship. In diesem Jahr wurden drei seiner Spieler mit All-Conference-Ehrungen ausgezeichnet, wobei einer, der Mannschaftskapitän John Stratton, sogar ins All-American-First-Team gewählt wurde.
Im darauffolgenden Jahr 1997 führte er die Falcons zu neuen Höhen, als er mit den Air Force Falcons die Vorsaison erstmals in der Geschichte des Fußballprogramms mit einer Platzierung im nationalen Ranking betrat. Die Mannschaft bewies ihre Leistung und kam mit einer Bilanz von 13 Siegen und fünf Niederlagen zum ersten NCAA-Tournament-Auftritt seit vier Jahren. In ebendiesem Spieljahr erreichte Sagastume auch seinen 200. Sieg als Trainer der Air Force Falcons, als das Team im Oktober 1997 die Oral Roberts University im Cadet Soccer Stadium mit 4:1 besiegte. Nach 28 Spielzeiten als Trainer der Air Force Falcons beendete Sagastume im Jahre 2006 seine dortige Laufbahn und konnte dabei eine Bilanz von 282 Siegen, 188 Niederlagen und 43 Unentschieden vorweisen. Des Weiteren kam er in der Conference auf 94 Siege, 59 Niederlagen und elf Unentschieden. In seinem Abschlussjahr schaffte er auch noch seinen 300. Sieg als College-Fußballtrainer und reiht sich zu den 25 Trainern, denen dies in der bisherigen Geschichte der NCAA Division I gelungen ist. Dies war auch mit ein Grund für seine abermalige Wahl zum MPSF-Coach-of-the-Year, wobei er sich diesen Titel mit zwei anderen Trainern teilte. In seiner gesamten Laufbahn als College-Fußballtrainer kam Lou Sagastume auf eine Bilanz von 303 Siegen, 195 Niederlagen und 43 Unentschieden. Im Jahr nach seinem Abgang wurde er unter anderem zusammen mit den Trainer der UCLA Bruins von 1980 bis 1999, Sigi Schmid, ins Mountain-Pacific-Sports-Federation-Men’s-Soccer-15th-Anniversary-Team gewählt, nachdem er allein in der MPSF von 1992 bis 1995 und von 1999 bis 2006 107 Siege erreichte.
Sein Nachfolger als Herrenfußballtrainer der Air Force Falcons wurde Doug Hill, der einst selbst von 1979 bis 1982 unter Sagastume als Spieler zum Einsatz kam und unter anderem von 1981 bis 1982 als Mannschaftskapitän in Erscheinung trat. Nach dessen Abschluss von der Academy im Jahre 1983 schlug dieser ebenfalls eine Karriere als Fußballtrainer ein und agierte unter anderem in den Jahren 1983, 1992 bis 1997, sowie 2001 bis 2006 als Assistenztrainer hinter Sagastume. Nebenbei gehörte Hill jedoch auch weiter der United States Air Force an und beendete erst kurz vor der Übernahme des Traineramts sein dortiges Engagement. Dabei trat er im April 2006 im Rang des Lieutenant Colonel und mit 2.800 absolvierten Flugstunden aus dem Militärdienst. Nach seinem Abgang von der Air Force Academy übernahm Sagastume umgehend das Traineramt der Jungenfußballmannschaft an der lokalen St. Mary’s High School in Colorado Springs. In weiterer Folge trainierte er die Mannschaft über sieben Spielzeiten und beendete sein dortiges Engagement mit dem Ende des Spieljahres 2013. Dennoch ließ er verlautbaren, noch weiterhin im Klubfußball als Trainer tätig zu sein, dabei speziell bei Nachwuchsausbildungsvereinen. Im Jahre 2010 wurde er von der Lokalzeitung The Gazette, die im Jahre 2014 einen Pulitzer-Preisträger herausbrachte, zum The Gazette’s Soccer Coach of the Year gewählt. Nachdem er bereits im Jahre 2015 bei einem von den Colorado Springs Switchbacks organisierten Nachwuchstrainingscamp als Betreuer teilgenommen hatte, wurde er für das Spieljahr 2016 neben dem ehemaligen jamaikanischen Nationalspieler Wolde Harris als einer der beiden Assistenztrainer von Steve Trittschuh bei der Profimannschaft mit Spielbetrieb in der drittklassigen United Soccer League vorgestellt. In dieser Tätigkeit war er über weite Teile des Spieljahres 2016 im Einsatz, nachdem er bereits 2015 in einigen Meisterschaftsspielen als Co-Trainer teilnahm. Seit einigen Jahren tritt Sagastume auch als Trainer des Nachwuchsvereins Pride Soccer Club in Erscheinung und gehört diesem aktuell (Stand: 2019) noch immer als Trainer an.
Sagastume gilt als der erste US-Amerikaner mit einer Trainerlizenz der FA. Des Weiteren ist er im Besitz der A-Lizenz des US-Verbandes und leitete während seiner Zeit an der Air Force Academy auch die Sommerfußballcamps, sowie zahlreiche Tagescamps. Des Weiteren arbeitete er als Repräsentant der National Collegiate Athletic Association (NCAA) beim Pikes Peak Youth Invitational Soccer Tournament, das noch heute von der Academy veranstaltet wird und mit oftmals mehr als 240 Mannschaften als eines der größten dieser Art in den Vereinigten Staaten gilt. Während seiner Zeit an der Air Force Academy trat er auch als Assistenzprofessor in Bewegungserziehung (engl. physical education) in Erscheinung.

## Privatleben
Lou Sagastume lebt seit Jahrzehnten mit seiner Ehefrau Linda (* 1955) in Colorado Springs und hat fünf erwachsene Kinder: Ryan (* 1978), die Zwillinge Marcel und Marcus (* 1976), sowie Laura und Luke. Die beiden Brüder Ryan und Marcus spielten unter anderem unter ihrem Vater an der United States Air Force Academy; Letztgenannter war dabei ein sehr erfolgreicher Spieler. Davor war er mit Pat, der Mutter der drei ältesten Geschwister Marcel, Ryan und Marcus, verheiratet. Mit seiner späteren Frau Linda hat er die beiden Kinder Laura und Luke. Die damalige Patricia Anne Weir heiratete er am 20. Dezember 1969 in San Mateo, Kalifornien, kurz nach seiner Zeit bei den Oakland Clippers.